# 桐生スケートセンター
桐生スケートセンター（きりゅうスケートセンター）は、かつて群馬県桐生市東にあったスケートリンク。
フィギュアスケート、スピードスケート、アイスホッケー、カーリングなど氷上競技のほぼすべての種目に対応していた。フィギュアスケートリンクは国際規格30m×60mより若干小さく24m×47mである。

## 歴史

### 開設
1964年（昭和39年）に民間企業が運営する群馬スポーツセンター（スケートセンターおよび水泳プール）として開設された。その後、1972年（昭和47年）に桐生市が施設を買い取って市の管理運営となった。

### 廃止へ
新型コロナウイルス感染拡大以降は開場を中止している。
建物全体が老朽化しており、2020年（令和3年）5月時点で冷却関連施設や天井周りだけで約1億3千万円の修繕費が必要とされた。
2022年（令和4年）9月15日の桐生市議会教育民生委員協議会で、市は廃止する方向で手続きを進める方針を示した。
施設の老朽化により安全の確保が困難となったため、2023年（令和5年）3月31日をもって廃止された。